# Plebejus zelmira
Plebejus zelmira är en fjärilsart som beskrevs av Felder 1865. Plebejus zelmira ingår i släktet Plebejus och familjen juvelvingar. Inga underarter finns listade i Catalogue of Life.